# 甜橙
柳橙（學名：Citrus sinensis）又名甜橙、黄果、金环，是芸香科柑橘属的物种。其种加词“sinensis”意为“中华的”。
甜橙是柑果，也是人類種植了很久的混合品種──本來是柚子（Citrus maxima）與橘子（Citrus reticulata）的雜交品種，起源於中國；考古證據顯示，早在公元前2500年，中國已開始種植橙子。1493年哥倫布第二次造訪新大陸時，橙子登上了美洲大陸。生物學的角度上，甜橙原來的品種應該是酸橙，甜橙是酸橙在華南的變種。

## 名稱
甜橙在世界各地都有不同的名稱，在歐洲，有部份語言會根據他們得到這種水果的國家而為甜橙命名，舉例說：
- 在北歐會把「甜橙」叫作「中國的蘋果」，例如：
  - 荷蘭語(Sinaasappel)、
  - 德語()；
  - 瑞典語(Apelsin)；
- 在東南歐和西亞，「甜橙」的名字源於「葡萄牙」，例如：
  - 保加利亞語 portokal [портокал]
  - 羅馬尼亞語 portocală
  - 阿爾巴尼亞語 "portokall"
  - 希臘語 portokali [πορτοκάλι]
  - 拿坡里語 portogallo 或 purtualle
  - 土耳其語 Portakal
  - 格魯吉亞語 phortokhali [ფორთოხალი].
  - 阿拉伯語 al-burtuqal [البرتقال]
  - 阿姆哈拉語 birtukan
  - 波斯語 porteghal [پرتقال]

台灣在300多年前由廣東新會引進甜橙，在當地常被稱作柳丁或香丁，其實應寫成「柳橙」，此乃因閩南語中「丁」「橙」同音（台罗：ting）而誤寫至今。

## 形态
常绿小乔木，高3-8米；圆形树冠；椭圆或卵圆形叶片，微尖，叶翼稍小，有波状锯齿；白色花朵，花期4月；球形或卵圆形果实，皮较厚，一般表面光滑，不易剥离；中心柱一般充实；种子多胚，胚白色；根据品种不同，果实成熟期有所不同，一般多在冬季成熟。

## 營養價值
甜橙含有醣類、膳食纖維、維生素B群、維生素C、類胡蘿蔔素、鈣、磷、鉀、檸檬酸、果膠等營養素，是鉀含量頗高的水果。
甜橙的維生素C可保護細胞，對抗自由基；果肉所含的膳食纖維，則可以促進消化、改善便祕。所含的果膠能加速食物通過消化道，使脂質、膽固醇更快從糞便排泄出去；檸檬酸，則可以幫助胃液對脂肪物質進行消化，並增進食慾。
須注意甜橙在飯前或空腹時食用，會對胃產生不良影響；一次食用過量的甜橙，也會產生噁心、嘔吐的症狀。有口乾咽燥、舌紅苔少等現象的人不能吃橙，否則容易傷肝氣、發虛熱。甜橙的甜度高，糖尿病患者不適合吃太多。

## 用途与种植

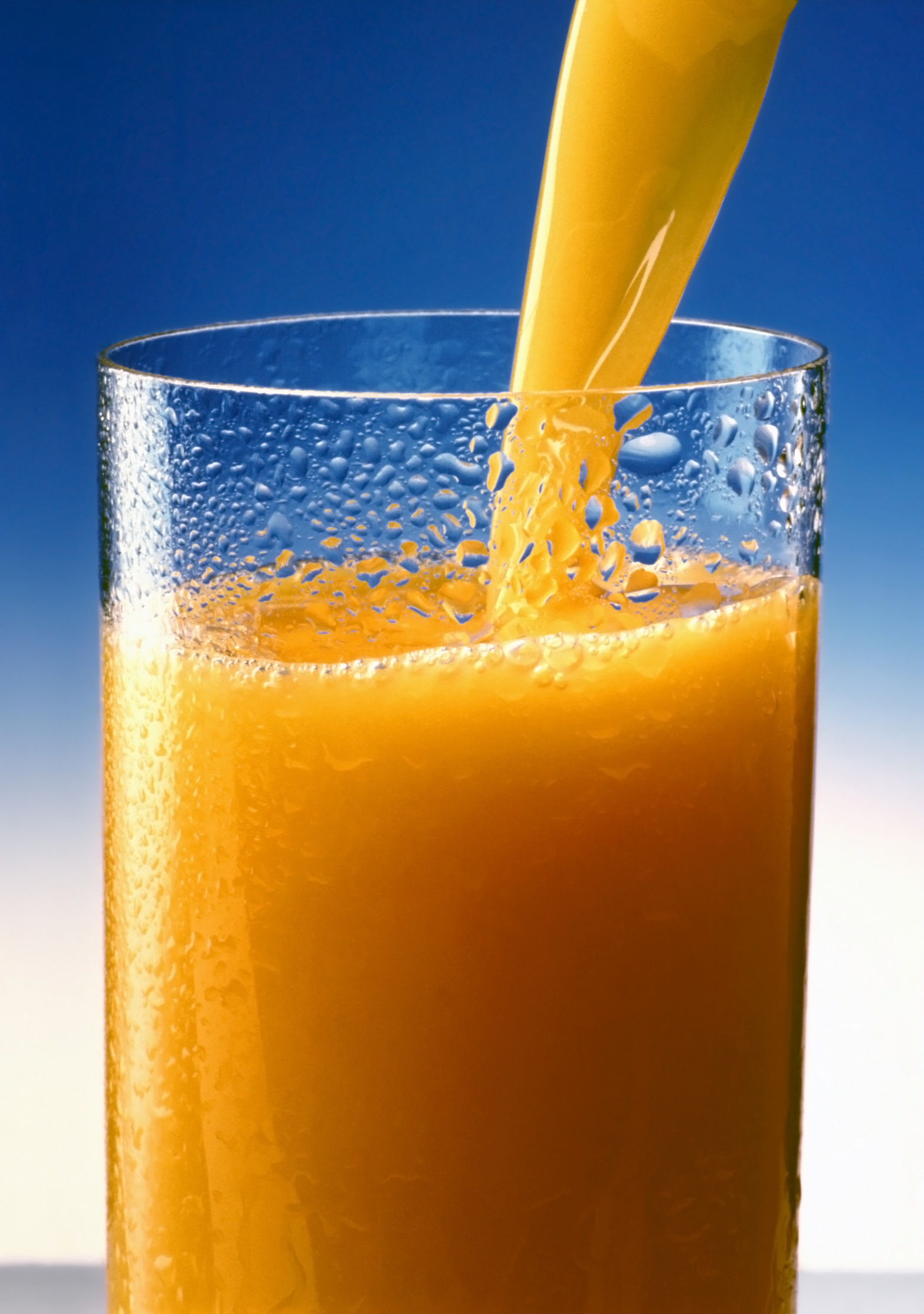
一杯橙汁，橙往往被用以榨取橙汁

对该植物的利用主要集中在果实上。该种果实可以剥皮鲜食果肉，果肉也可以用作其他食物的附加物如水果蛋糕、果肉果冻等。果实的另一个重要用途为榨汁，一般家庭即可利用压榨式或旋转式榨汁机榨取果汁直接饮用，也可利用果汁酸甜的特性烹饪菜肴，或是将橙汁与麵粉、米粉等混合做成糕点。
作为商品出售的食品也常常加入橙汁以使其具有橙的香甜风味，比如橙汁糖果、橙汁酸奶、橙汁雪糕、橙汁奶茶等等。混合型果汁、果蔬汁、汽水等饮料也常常勾兑橙汁成分。一些固体饮料如菓珍虽然不含有橙汁成分，但是用人造香精来模仿出橙的味道。橙汁根据加工工艺的不同，可以分为冷冻浓缩（FCOJ）、浓缩汁还原的冷藏类型（RECON）、非浓缩还原型（NFC）。
橙皮有时用来作为装饰，也可从橙皮及橙花中提取出精油。橙皮也可作为中药材，如《滇南本草》记载：“黄果皮化痰定喘，止咳嗽，下气消痰，功甚于广陈皮；补胃和中，力不及广陈皮。主降气宽中，破老痰结痰固如胶者。” 某些种类的脐橙也可作为观赏果树来种植。
柳橙的果糖，可促進酒精分解，維生素C也有助於分解血中乙醛，因此食用柳橙，這2種營養素可相輔相成，快速消解宿醉。
提煉成精油有平衡、提振情緒的作用。可解痙攣、再生功效。適合用於皮膚保養品中。要注意的是，柑橘類的精油會增加對日光的敏感度，如果在戶外待一段時間，建議不要使用此類精油。橙類精油同時是製作香水的植物材料之一。
橙也能用来止咳化痰，屬性甘帶酸的橙，經加鹽燉煮後可變性，惹咳酸性大減，而更重要的是，撒在橙肉內燉煮的那把鹽，可有助消炎清熱，配合燉橙同吃可起「潤下」往下走的療效作用，令久咳肺熱經生理消化吸收，將熱帶落大腸排走，當肺氣理順，感冒後的喉嚨痕咳嗽便可消失。

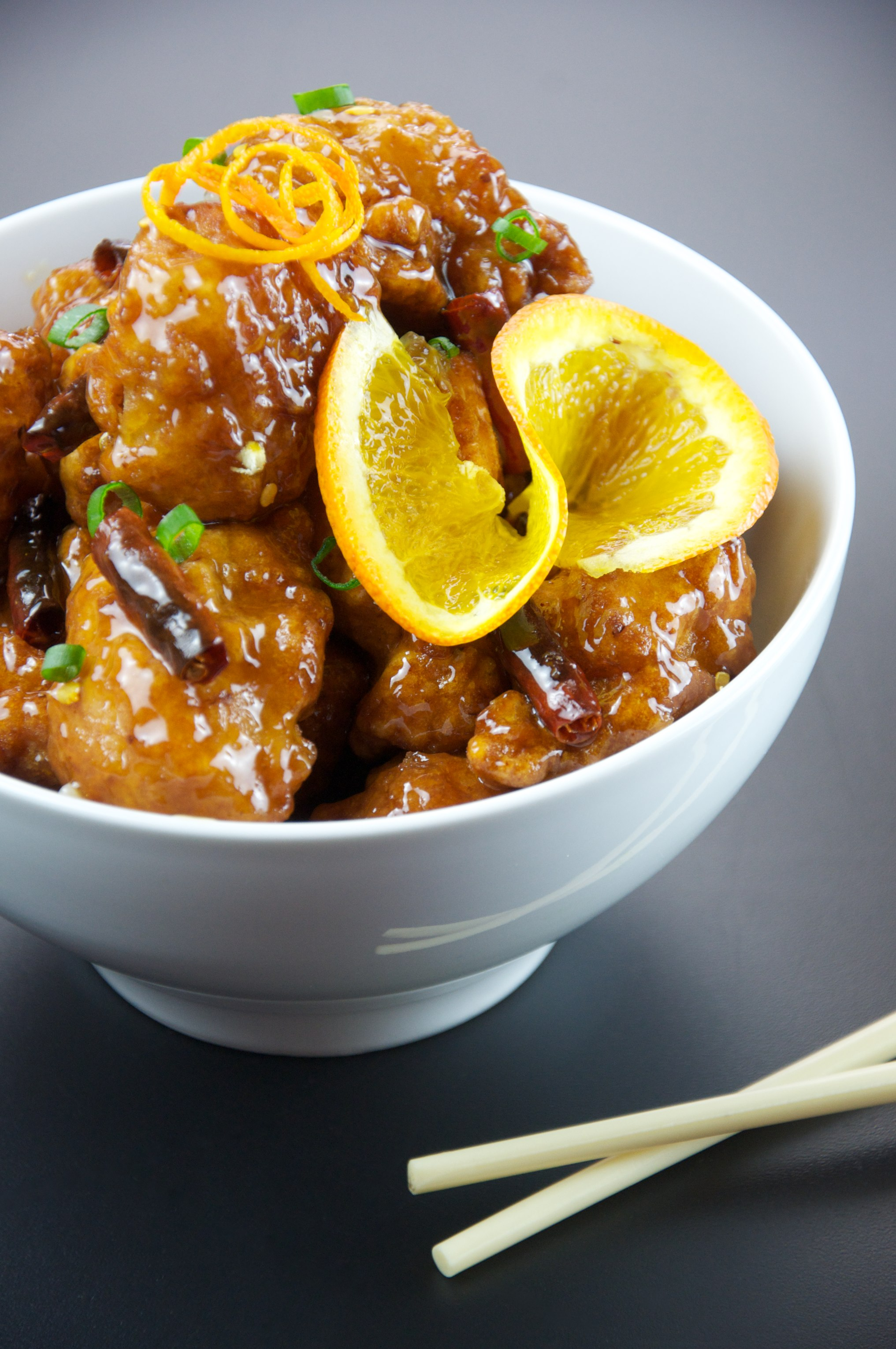
橙花雞

果葉也可以用來泡茶,有甜橙的清香。

## 分布
喜欢光照，温暖环境，需水量较大。海气候，丘陵、低山或江河湖沿岸地区。橙原产于亚洲，中国或印度可能是最早展开橙人工栽培的国家。然后又经阿拉伯人传至伊比利亚半岛进入欧洲。
由于橙树是喜阳植物，人工种植时不能与高杆作物一起套种。但是可以牧草、花生、蔬菜等作物套种以提高经济效益。橙树常见病虫害有螨类、粉虱、潜叶蛾等。高产甜橙每亩产量可达5吨以上，每株产量在150千克以上。

### 产量
| 世界主要甜橙生产国 — 2021         | 产量（吨）    |
| --------------------------------- | ------------- |
| 巴西                              | 16,214,982    |
| 印度                              | 10,270,000    |
| 中华人民共和国                    | 7,550,000     |
| 墨西哥                            | 4,595,128     |
| 美国                              | 4,015,200     |
| 西班牙                            | 3,604,800     |
| 埃及                              | 3,000,000     |
| 印度尼西亞                        | 2,513,860     |
| 伊朗                              | 2,139,912     |
| 義大利                            | 1,770,910     |
| 世界总产量                        | 55,674,793.94 |
| 来源： 联合国粮食及农业组织 (FAO) |               |

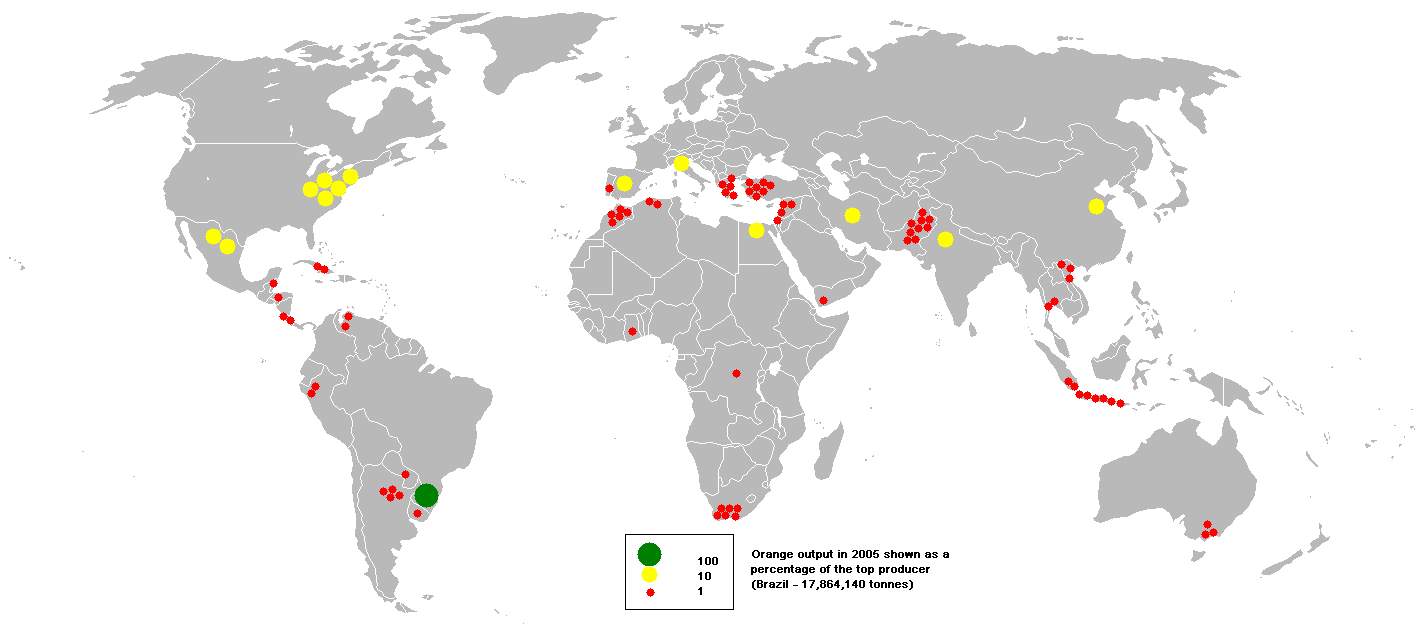
2005年甜橙出产

目前橙的主要產地在美國、墨西哥、義大利、西班牙、葡萄牙、巴西、中國等國家。根据2005年的数据，巴西和美国是世界最大橙生产国，两国生产的橙主要用来制成橙汁。

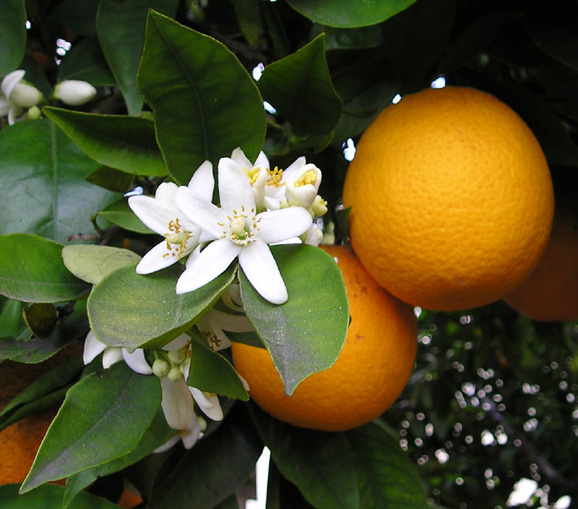
橙花

## 文化

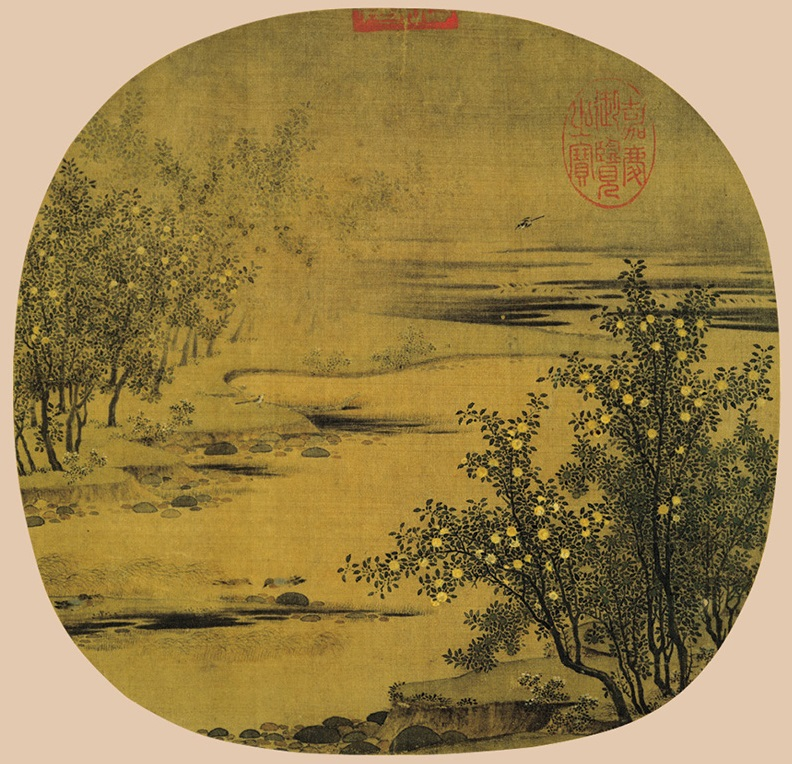
《橙黃橘綠》， 趙令穰

橙也经常出现在各种文学作品比如诗歌中。如宋朝周邦彦的少年遊：
|  | 并刀如水，吳鹽勝雪，纖指破新橙。 錦幄初溫，獸香不斷，相對坐調笙。 低聲問：向誰行宿？城上已三更。 馬滑霜濃，不如休去，直是少人行 |

蘇軾也有一首贈劉景文詩：
|  | 荷盡已無擎雨蓋，菊殘猶有傲霜枝。 一年好景君須記，最是橙黃橘綠時。 |

## 參見

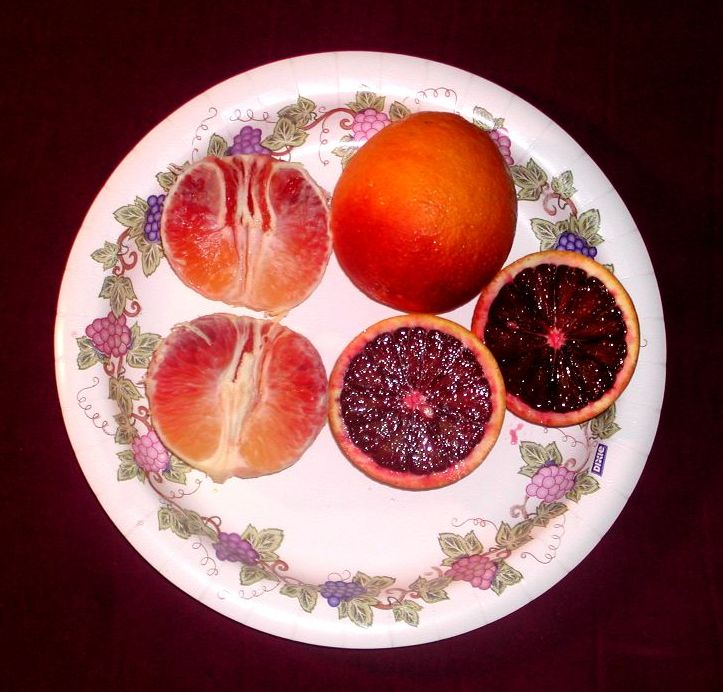
血橙

## 延伸阅读
[在维基数据编辑]
 《植物名實圖考·橙》，出自吳其濬《植物名實圖考》

## 外部連結
- 甜橙 Tiancheng （页面存档备份，存于） 藥用植物圖像數據庫 (香港浸會大學中醫藥學院) （中文）（英文）
- 酸橙 Suancheng （页面存档备份，存于） 藥用植物圖像數據庫 (香港浸會大學中醫藥學院) （中文）（英文）
- 枳實 Zhishi （页面存档备份，存于） 中藥材圖像數據庫 (香港浸會大學中醫藥學院)  （中文）（英文）
- 新桔皮苷 Neohesperidin （页面存档备份，存于） 中草藥化學圖像數據庫 (香港浸會大學中醫藥學院) （中文）（英文）